# 理查德·卡恩
理查德·費迪南德·卡恩（英語：Richard Ferdinand Kahn，1905年8月10日—1989年6月6日），生於英格蘭倫敦漢普斯特德區（Hampstead），著名經濟學者，提出乘數效應。曾獲大英帝國勳章官佐勳章（OBE）， 擁有卡恩男爵（英語：Baron Kahn）的終身貴族頭銜，英國國家學術院院士。

## 生平
卡恩出身猶太教正統派家庭。